# 후지나미촌 (와카야마현)
후지나미촌(藤並村)은 와카야마현 아리다군에 있던 촌이다. 현재의 아리다가와정 남서단에 해당한다.

## 역사
- 1889년 4월 1일 - 정촌제 시행에 의해 11촌의 구역을 가지고 성립하였다.
- 1926년 8월 8일 - 기세이 철도 니시선 미야와라역-후지나미역 구간 개통. 후지나미역 앞에서 개통, 후지나미촌에서 축하행사가 열렸다.
- 1955년 4월 1일 - 이시가키촌, 사시키촌과 합병해 가나야정이 성립하여, 동일 도야조촌은 폐지되었다.

## 교통

### 철도
- 일본국유철도
  - 기세이 니시선 (현 기세이 본선)

- 아리다 철도
  - 아리다 철도선

## 참고문헌
- 角川日本地名大辞典 30 和歌山県